# 托古欽
55°14′21″N 84°23′21″E / 55.23917°N 84.38917°E
托古欽（俄语：Тогучи́н）是俄羅斯新西伯利亞州東部的一個城市，位於州府新西伯利亞以東125公里的伊尼亞河畔。2002年人口22,179人。
17世紀建立。1945年設市。